# 汉志王国
汉志王国（羅馬化：al-Ḥiǧāz），通称汉志，指1916年—1925年哈希姆家族于今沙特阿拉伯红海沿岸地区建立的一个国家。

## 历史
汉志地区曾先后隸属巴比伦和迦勒底王国、阿拉伯帝国的倭马亚王朝（白衣大食）、巴格达的阿拔斯王朝（黑衣大食）以及埃及马木留克王朝统治。1517年，汉志接受奥斯曼帝国管轄，成为一个行省，治所在麦地那，由土耳其委任总督行政。而圣城麦加则委由穆罕默德家族圣裔哈希姆家族统治。
1916年6月，汉志地区爆发反对奥斯曼帝国统治的阿拉伯大起义，哈希姆家族第38代族长、麦加大谢里夫侯赛因·伊本·阿里于1916年6月10日宣布独立，建立汉志王国。
1919年，侯赛因宣布自己为统一的阿拉伯国家之王，导致他与另一位立志统一阿拉伯的人——内志埃米尔伊本·沙特发生冲突。
1924年3月，侯赛因在土耳其废除哈里发制度的两天后，宣布自己为哈里发。伊本·沙特发表文告，称侯赛因自立为哈里发的行动违反了伊斯兰教的教义与传统，并谴责哈希姆家族对朝觐麦加者征收的高额费用，号召穆斯林世界对汉志展开圣战。
1924年8月，伊本·沙特统帅的内志军队向汉志王国发动进攻。由于侯赛因拒绝接受贝尔福宣言，英国撤消了对他的支持，内志军队很快攻占了塔伊夫等城市。在麦加的贵族、商人和封建主压力下，侯赛因被迫在1924年10月将汉志国王之位传与长子阿里·本·侯赛因，同时将亚喀巴-马安地区割让给英国保护的外约旦。
1924年10月13日，内志军队攻陷麦加，阿里退守吉达。吉达失守后，阿里流亡至伊拉克，侯赛因流亡塞浦路斯。汉志王国被伊本·沙特的内志苏丹国吞并，于1932年同内志、季赞、亚西尔一道组成了沙特阿拉伯王国。侯赛因和阿里分别于1931年和1935年去世。

## 历代国王
1. 侯赛因·本·阿里（1916年6月10日－1924年10月3日）
2. 阿里·本·侯赛因（1924年10月3日－1925年12月19日）